# 닛산 디젤 스페이스 드림

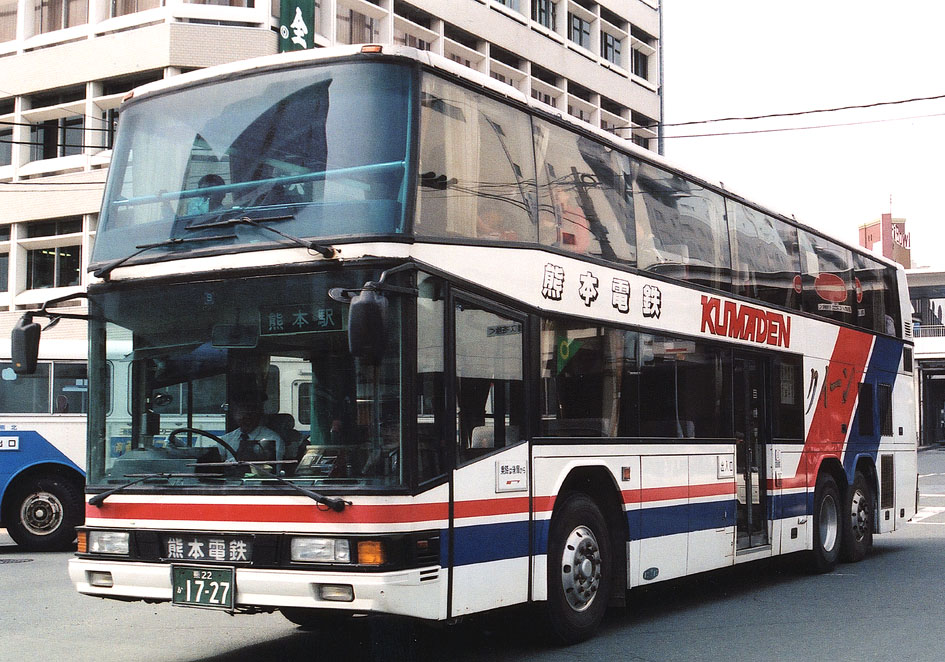
닛산 디젤 스페이스 드림

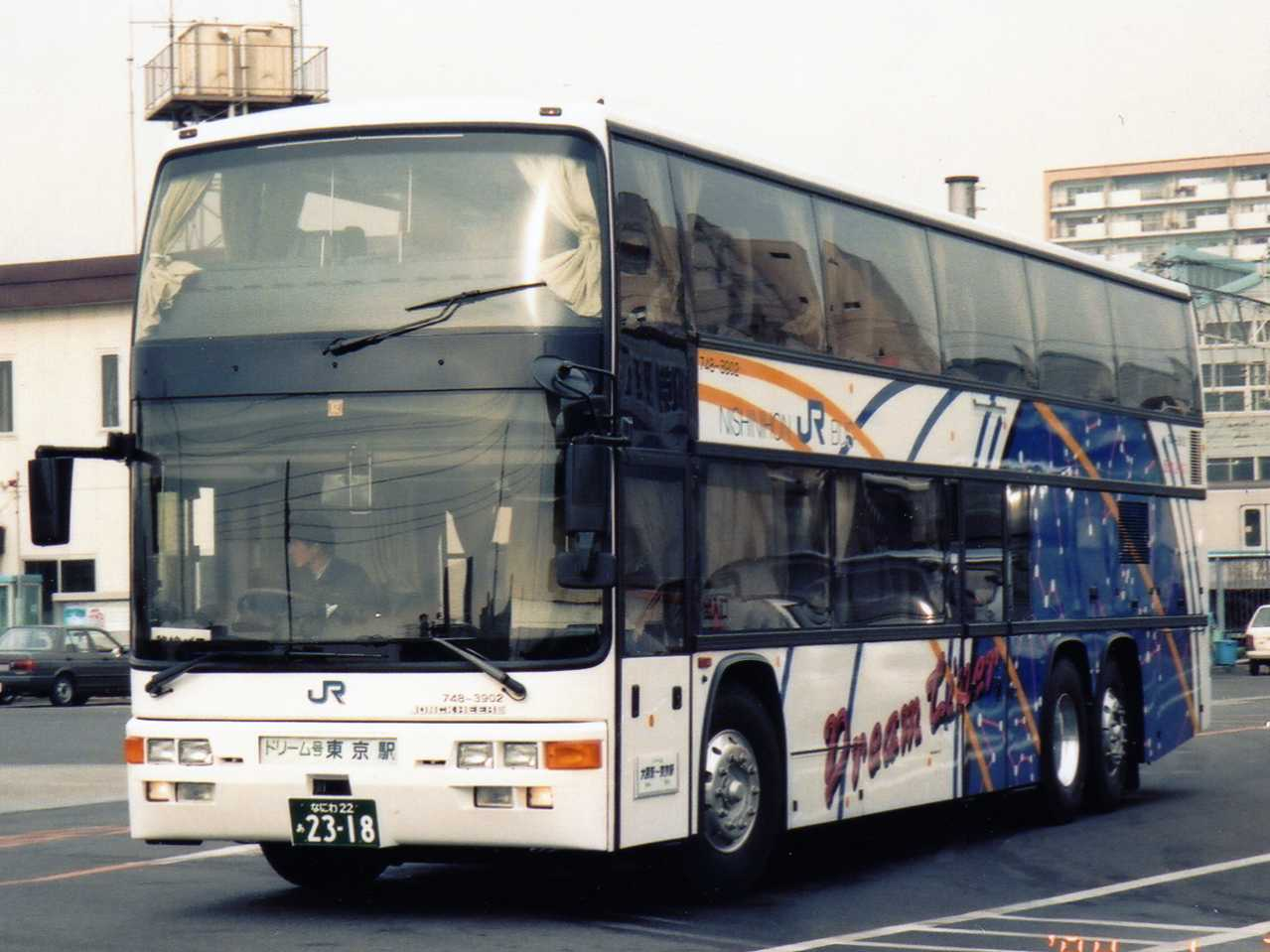
욘케레 모나코

닛산 디젤 스페이스 드림(영어: Nissan Diesel Space Dream, 일본어: 日産ディーゼル・スペースドリーム 닛산 디이제루 스페에스도리이무[*]) 또는 닛산 디젤 GA(영어: Nissan Diesel GA, 일본어: 日産ディーゼル・GA 닛산 디이제루 지이에에[*])는 일본 닛산 디젤 (현, UD트럭)이 만든 2층 버스 모델로 1985년부터 1988년까지 생산했다. 또한 벨기에의 버스 생산 기업인 욘케레에서 제작한 욘케레 모나코(영어: Jonckheere Monaco, 일본어: ヨンケーレ・モナコ 욘케에레모나코[*]) 모델도 일본 닛산 디젤 (현, UD트럭)이 수입 판매한 차량으로 1993년부터 2000년까지 생산한 바 있다.

## 세부 정보

### 닛산 디젤 GA
1983년 도쿄 모터쇼에서 발표했으며 1984년 최초로 요코하마 시 교통국이 3대를 도입했다. 일본 최초의 3축 차량으로 제작된 모델로 차체의 경우 후지중공업 (현, 스바루)에서 개발했고 기존 2층 버스 모델과 달리 비상구를 우측에 설치한 것이 특징이다. 엔진은 10기통인 V10형 엔진을 탑재했고 형식은 P-GA66T이다.
1985년부터 정식 판매에 들어갔다. 그러나 잦은 2층 버스의 사고로 이미지에 타격을 주었다. 또한 전고 높이가 3.8m로 제한되었기 때문에 수요가 없었고 1988년에 단종될 때까지 11대만 생산했다.

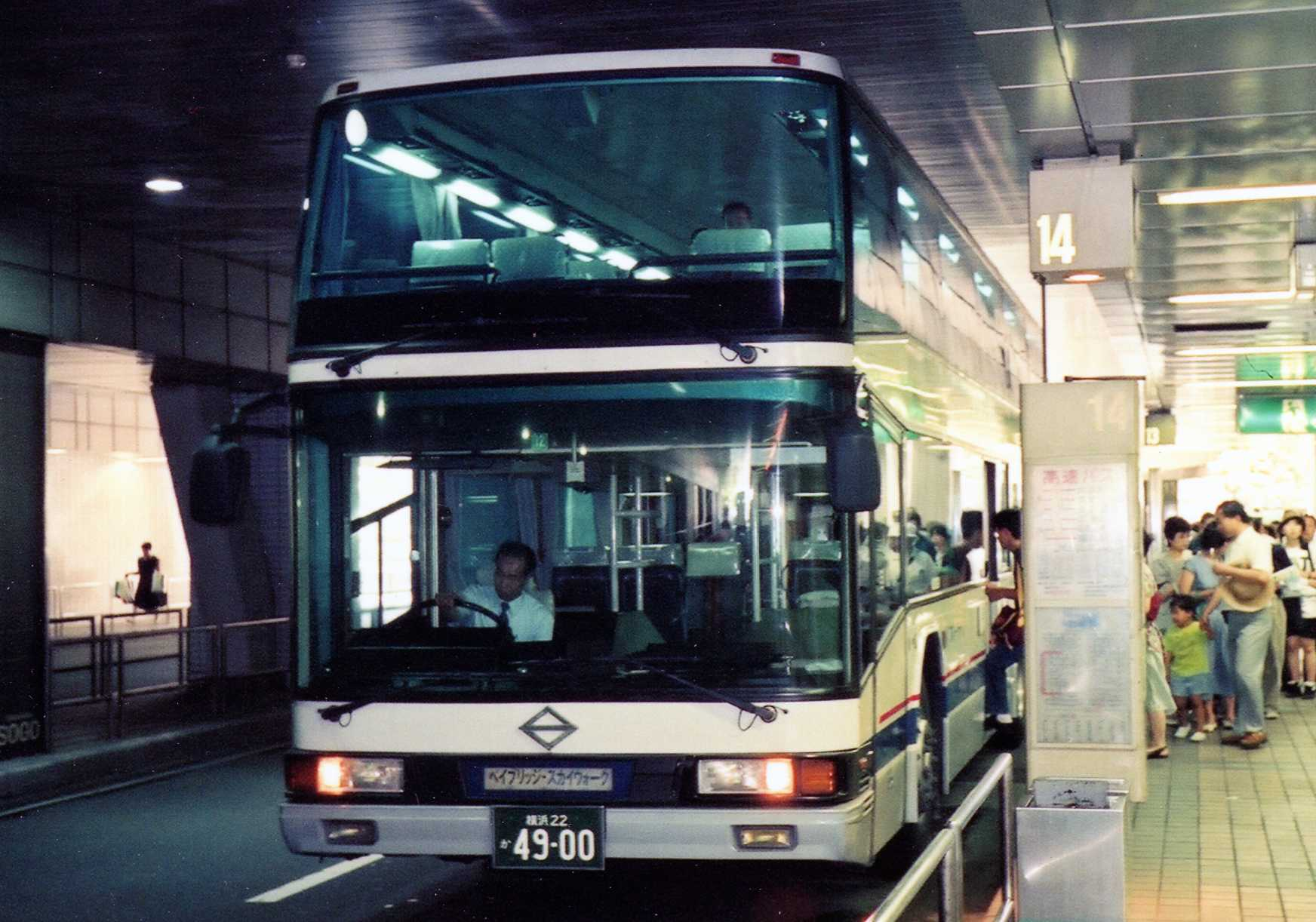
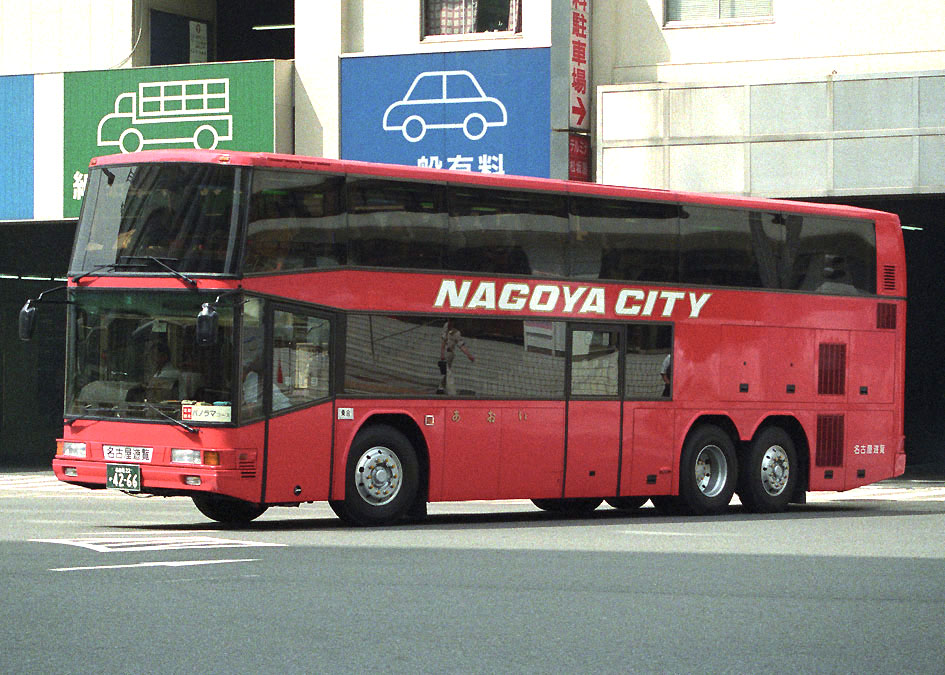

### 욘케레 모나코
11대 생산에 그치고 1988년에 닛산 디젤 스페이스 드림이 단종되면서 한 동안 2층 버스를 생산하지 않았다. 1993년 닛산 디젤 (현, UD트럭)은 2층 버스의 수요가 늘면서 벨기에의 버스 제조사인 욘케레와 기술 제휴를 하면서 2층 버스를 출시했다.
닛산 디젤 (현, UD트럭)은 기존 모델인 닛산 디젤 스페이스 윙 DA 모델에서 사용된 3축 차량과 엔진을 제작해 벨기에에 수출했고 욘케레 공장에서 2층 버스를 제작해 일본으로 들여왔다. JR 서일본 버스가 대량으로 구입해 드림호로 운행하기 시작했다. 전 좌석 리클 라이닝이 가능했고 실내등의 경우 전 좌석 백열등이 적용되었다. 그러나 신주쿠역 남쪽 출구 버스 터미널에 접근이 불가능한 문제도 있었다.
출시 초기에 10기통인 RF10형 엔진을 탑재했으나 1994년 배출가스 규제 대응에 맞춰 1995년에 8기통인 RG550VBN형 엔진을 탑재했다. 또한 형식 인증을 실시하지 않는 역수입 차량이기 때문에 자동사 검사증에서 불명으로 표기되었고 배출가스 규제 기호가 부여되지 않았다. 닛산 디젤 3축 차량의 생산 중단과 동시에 2000년에 후속 차종 없이 단종되었다.

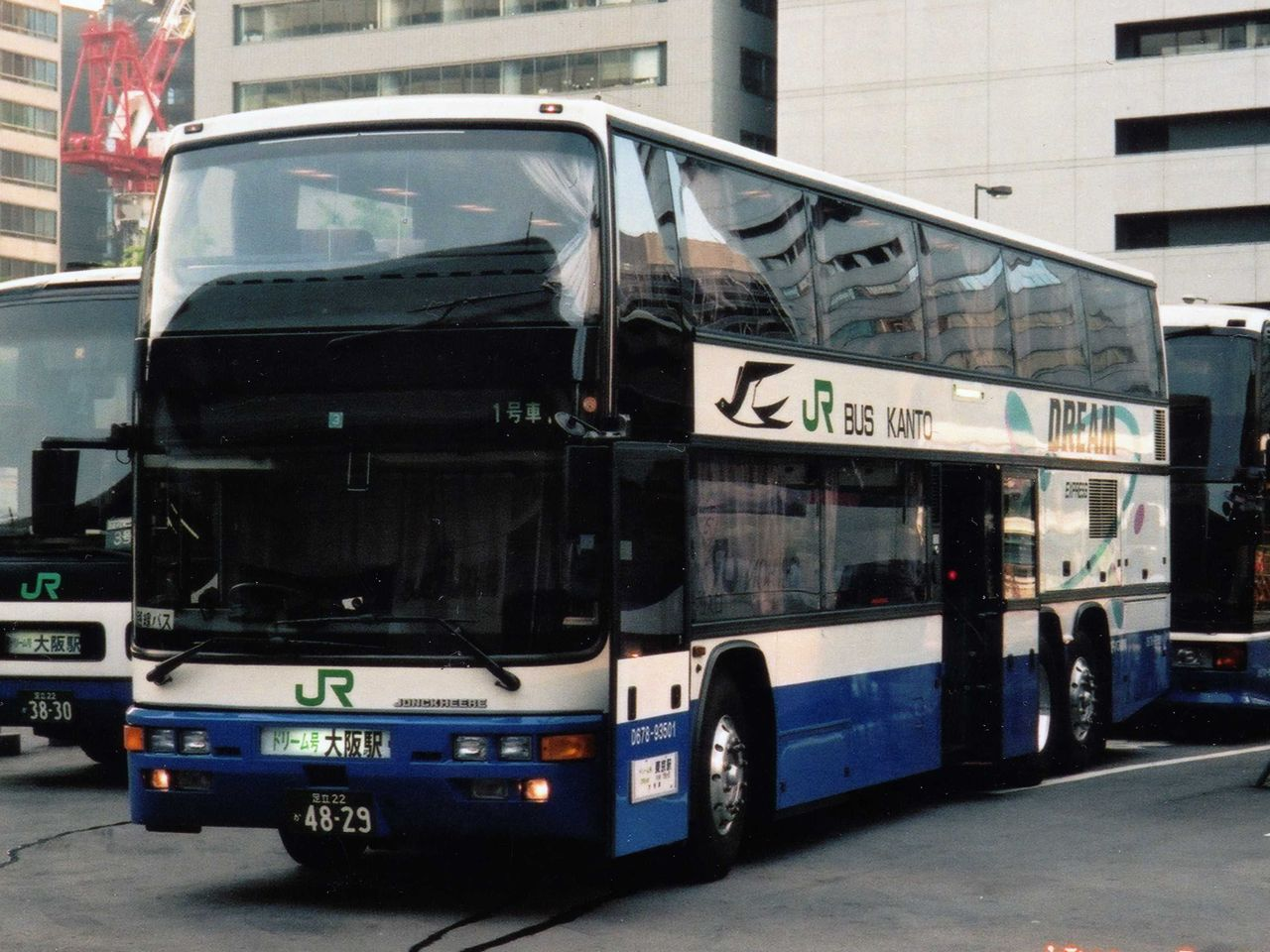
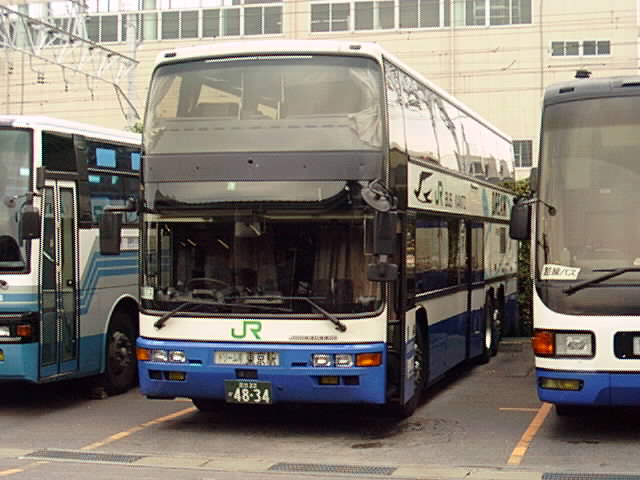
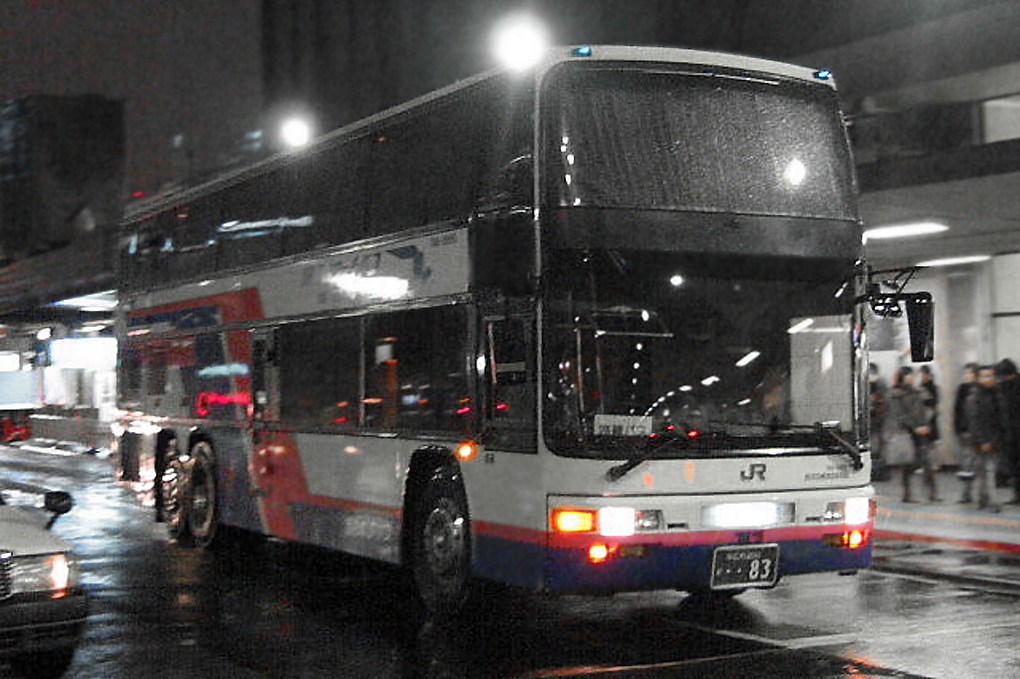
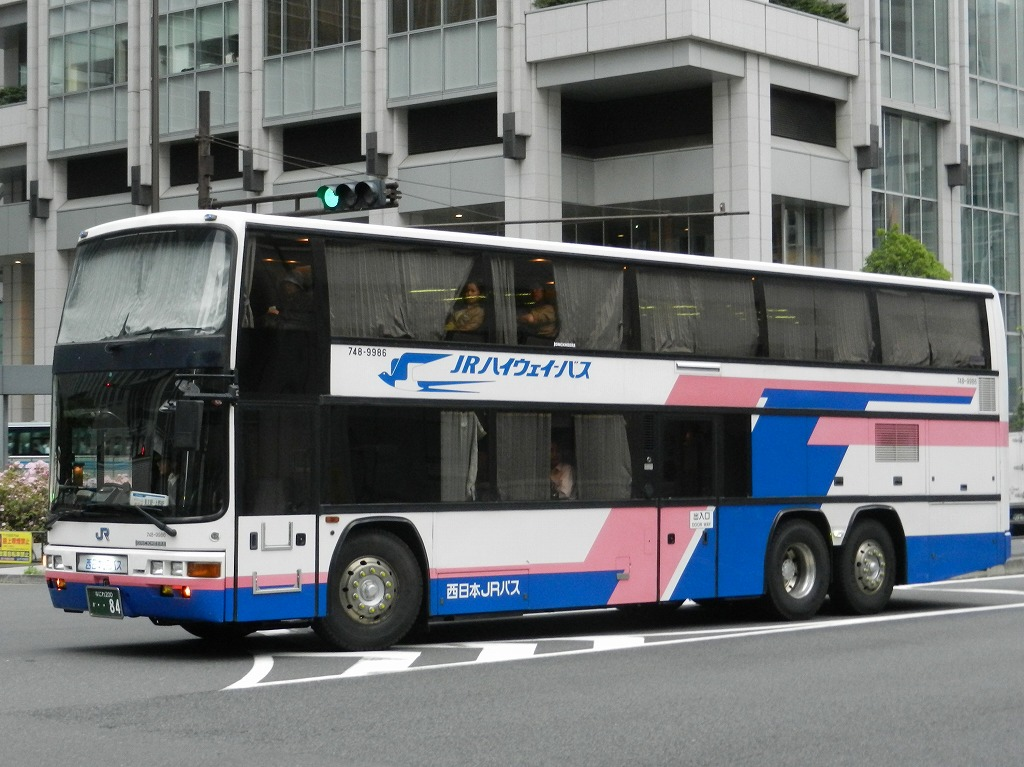
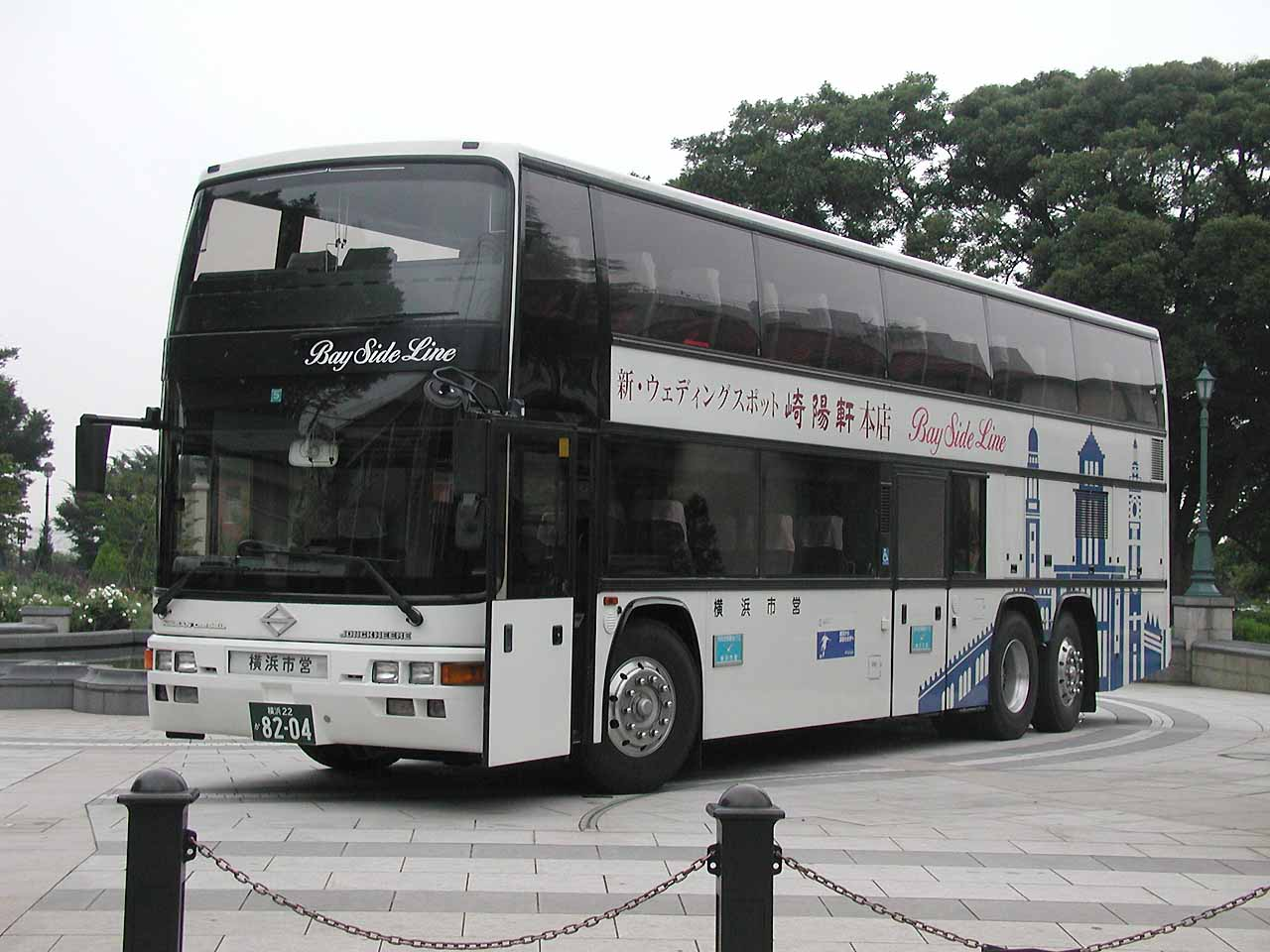

## 같이 보기
- 미쓰비시후소 에어로킹
- 히노 그랜드뷰
- 2층 버스
- 네오플란 스카이라이너
- 네오플란 메가라이너